# Čuruk-Su
Čuruk-Su (ukrajinski: Чюрю́к-Су, ruski: Чурук-Су, krimskotatarski: Çürük Suv i Чюрю́к-Су) je rijeka u Krimu, desna pritoka rijeke Kače. Izvire istočno od Bahčisaraja. U rijeku Kaču ulijeva se kod sela Novenke na visini od 92 metara. Duljina rijeke iznosi 11 kilometara.